# Mielografia
A mielografia é uma técnica através da qual se tira uma radiografia da medula espinal após uma injeção de um meio de contraste radiopaco na zona que se pretende examinar. A mielografia permitirá analisar as anomalias do interior da coluna vertebral, como uma hérnia discal ou um tumor canceroso.
A prática da mielografia encontra-se cada vez mais a perder terrenos para outras tecnologias como o TAC (Tomografia Axial Computadorizada) e a RM (Ressonância Magnética) sendo usada apenas no caso de qualquer uma destas duas não fornecer informação suficiente ou no caso de não poder ser aplicada ao paciente, como no caso da RM caso o paciente tenha algum metal no corpo.